# Ałeksandra Pawłowa
Ałeksandra Pawłowa (mac. Александра Павлова, ur. 9 kwietnia 1987 w Skopje) – macedońska aktorka teatralna i filmowa.

## Biografia
Ałeksandra urodziła się w 1986 r. Ukończyła szkołę podstawową i średnią w rodzinnym mieście Skopje. Studiowała na wydziale dramatycznym na Uniwersytecie Bolońskim. W 2009 r. otrzymała stypendium i przez rok studiowała na wydziale produkcji filmowej i multimedialnej, na University of Wisconsin-Madison, w Stanach Zjednoczonych. W 2011 r. uzyskała tytuł magistra sztuk performatywnych (teatr, film i muzyka).  

## Kariera
Po studiach została zatrudniona w Teatrze Dramatycznym, gdzie zagrała sztukach m.in.: Wojdana Czernodrinskiego Makedonska kyrwawa swatba, Јordana Płewnesza Arhełaos ili Ewripis se wraća na Bałkanot, Miłego Poposkiego Sołunski patrdii, Bertolta Brechta Kaukaskie koło kredowe.
W 2015 r. zagrała epizodyczną rolę w filmie Łazar, w reżyserii Swetozara Ristowskiego. W 2018 r. reżyser Kuzman Kuzmanowski powierzył jej główną rolę kobiecą w filmie Mejking of. 

## Filmografia
- 2015: Łazar, reż. Swetozar Ristowski[7]
- 2016: Iskłucziwo żołti łalińa, reż. Kuzman Kuzmanowski[8]
- 2017: Wistinski prikazni, serial telewizyjny, reż. Kuzman Kuzmanowski[9]
- 2018: Mejking of, reż. Kuzman Kuzmanowski[5]